# 丹大山
丹大山（たんだいさん）は、台湾中央山脈の中段に位置し、南投県信義郷と花蓮県万栄郷の境にある標高3,240mの山である。

## 概要
丹大山は大・小石公山と義西請馬至山のほぼ中間の中央山脈に位置し、台湾百岳の中で65位だった。頂上部には、三等三角点が設置されている。現在、三角点の柱石が破損したため、使用不可能となった。明治神宮の大鳥居は丹大山の台湾檜を使用している。